# Адольф Мартенс

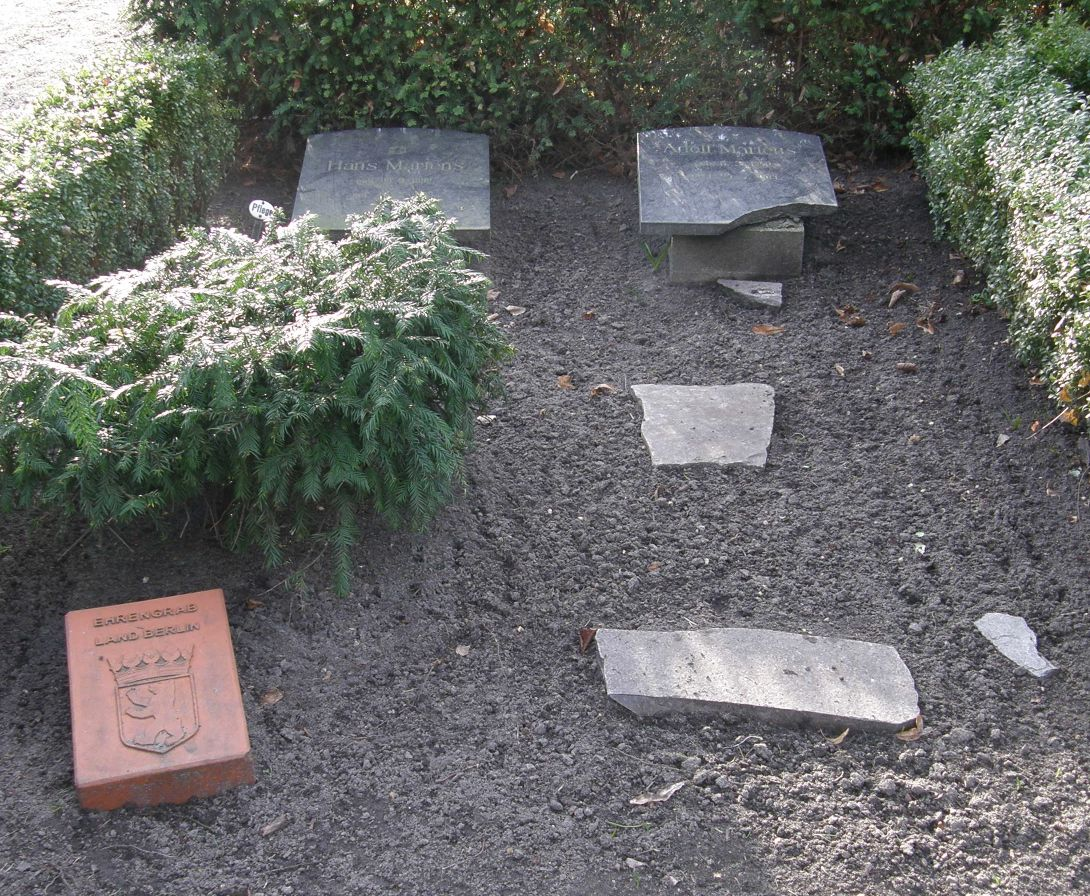
Місце поховання Адольфа Мартенса та його сина Ганса у Далемі (Берлін)

Адо́льф Ма́ртенс (нім. Adolf Karl Gottfried Martens; 6 березня 1850, Бакендорф поблизу Гаґенов — 24 липня 1914 Ґросс-Ліхтерфельде, Берлін) — німецький металограф; піонер у галузі металографії сталі та відповідних методик досліджень. На його честь названо мартенситом одну із структур, що має місце у сталі після термооброблення.

## Біографічні дані

### Дитинство та юнацькі роки
Адольф Мартенс народився 6 березня 1850 року у невеликому містечку Бакендорф, поблизу міста Гагенова (Мекленбург-Передня Померанія). Його батько займався нерухомим майном. Закінчив німецьку початкову школу (нім. Realschule) у Шваріні. У віці сімнадцяти років, він деякий час працював слюсарем у майстерні тесляра Ернста Брокельманна в Гюстрові (нім. Güstrow).
У 1868 році Мартенс поступив на навчання до Королівської вищої технічної школи у Берліні. У 1871 році її закінчив з отриманням звання інженера.

### Інженерна кар'єра
Інженерна кар'єра розпочалась з моменту налагодження співробітництва з Пруською Східною Залізницею (нім. Preußische Ostbahn) у Бидгощі. До його функцій належали проектування й нагляд за станом залізничних колій, мостів та інших залізничних споруд. У 1875 Мартенс перейшов працювати в інженерну групу залізничної гілки Берлін-Вроцлав у Берліні. Основним його завданням було тестування та перевірка якості сталевих виробів, в основному рейок. Під час проведення досліджень майбутній вчений зав'язав багато важливих знайомств з представниками промисловості. Переважно це були дві компанії:
- «Gutehoffnungshütte» з Вестфалії;
- «Königs-Laurahütte» зі Шльонська[1].

### Наукова діяльність
Адольф Мартенс у 1880 році повернувся до свого навчального закладу на посаду асистента професора. 1 квітня 1884 року обійняв посаду керівника Інституту техніко-механічних досліджень. До його колективу приєднався професор М. Руделофф (нім. Max Rudeloff), який після смерті Мартенса став керівником Інституту, і два техніки. Розвиток інституту й цілої галузі матеріалознавчих досліджень прискорило утворення в Берліні у 1884 році нового осередку досліджень мастильної оливи й паперу. Через п'ять років Мартенс отримав титул професора.
У 1904 році А. Мартенс подав ініціативу щодо об'єднання усіх йому підпорядкованих осередків і за його прямої участі було створено Інститут матеріалознавства у Далемі, передмісті Берліна. Наступний успіх прийшов роком пізніше. За свої заслуги і значний внесок у поглиблення знань з матеріалознавства удостоєний Дрезденською політехнікою титулу почесного доктора (лат. Doctor honoris causa). Був членом Прусської академії наук у Берліні. Адольф Мартенс керував своїм інститутом, що інтенсивно розвивався, аж до смерті.

### Останні роки життя
У 1913 році стан його здоров'я несподівано погіршився. Помер 24 липня 1914 року у Берліні. Похований на кладовищі у Далемі між похованням сина та співробітника Еміля Гейна.

## Наукова спадщина
Професор Адольф Мартенс був піонером у металографії заліза і сталі. Його роботи, з цією галуззю науки принесли йому велику популярність і авторитет. Генрі Кліфтон Сорбі і Мартенс займались незалежно розвитком методик металографії із застосуванням мікроскопії. Для обох дослідників великий інтерес викликала внутрішня структура металів а також залежність властивостей матеріалів від процесів їх створення та обробки. Мартенс, хоча і віддавав перевагу ескізним зарисовкам видимих мікроструктур, провів декілька дослідів з використанням світлочутливих фотографічних емульсій. Він запропонував застосовувати освітлення зразка під кутом до його поверхні для того, щоб поліпшити якість видимого зображення. До кола його наукових інтересів входило вивчення усадкових явищ у виливках. Він виявив і описав дендритні структури, які він називав «кристал сосноподібний». Він також провів спостереження і дослідження поверхонь зламу зразків матеріалів. Спроектував і виготовив твердомір Бріннеля, розривну машину а також, так званий скретч-тестер. Був автором численних підручників з матеріалознавства. Розвинув такі технології обробки як розрізання, шліфування, полірування і травлення, основа яких була запозичена з мінералогії.
Оригінальні нотатки та рукописи Мартенса зберігаються в колекціях Федерального інституту досліджень матеріалів в Берліні (нім. Bundesanstalt für Materialforschung und -prüfung, BAM).

## Вшанування вченого
У 1902 році виникла ідея, щоб прізвище Адольфа Мартенса використати для назви фази «великої твердості із голчастою структурою» у сталі. Французький професор Флоріс Осмонд сказав:
|  | Я буду називати цю складову «мартенситом» від прізвища професора Мартенса, котрий заклав у Німеччині у 1887 році незалежний осередок металографічних досліджень і з тих пір він прямує шляхом науки з наполегливістю, талантом й успіхом. |

Шостий конгрес Міжнародної асоціації з випробування матеріалів (англ. International Asotiation for Testing Materials, IATM) відбувся у Нью-Йорку у вересні 1912 р. На конгресі Комісія з назв мікроскопічних субстанцій та структур сталі й чавуну (англ. Naming Commission Microscopic Substances and Structures of steel and iron) прийняла остаточне рішення у питанні назв для структурних складових залізовуглецевих сплавів. Одноголосно було затверджено термін «мартенсит».
Від прізвища Мартенса походить також власна назва універсальної шкали твердості — твердість за Мартенсом (HM) і спосіб для визначення температури займання в закритому тиглі — метод Пенскі-Мартенса.
25 січня 1991 року за ініціативи працівників Федерального інституту досліджень матеріалів було зареєстроване товариство для увічнення пам'яті великого вченого. У рамках товариства створено спеціальний фонд, завданням якого є раз на два роки виділення коштів на підтримання й популяризацію досліджень в матеріалознавстві, аналітичній хімії та техніки безпеки.

## Вибрані публікації
- Martens A. Festigkeitseigenschaften des Magnesiums (Механічні властивості магнію). Julius Springer, Berlin, 1887.
- Martens A. Schmieröluntersuchungen. Ergänzungsheft III. (Дослідження мастила. Додаток III). Julius Springer, Berlin, 1888.
- Martens A. Schmieröluntersuchungen. Ergänzungsheft V (Дослідження мастила. Додаток V.). Julius Springer, Berlin, 1889.
- Martens A. Handbuch der Materialienkunde für den Maschinenbau (Підручник з технології матеріалів для інженерів-механіків. Частина І. — Дослідження матеріалів). Julius Springer, Berlin, 1898.
- Martens A., Heyn E. Handbuch der Materialienkunde für den Maschinenbau. (Підручник з технології матеріалів для інженерів-механіків. Частина II. — Найважливіші властивості металів і сплавів). Julius Springer, Berlin, 1912[1][7].